# Fratellanza Sportiva Sestrese Calcio 1919
La Fratellanza Sportiva Sestrese Calcio 1919 est un club de football de Sestri Ponente, désormais partie de Gênes. 
L'équipe dispute le championnat de deuxième division lors de la saison 1946-1947 et il est rétrogradé en troisième division à l'issue de la compétition en terminant 19e sur 22 dans le groupe A.

## Joueurs et personnalités de l'équipe

### Joueurs emblématiques
- Giampiero Ventura